# Eintracht Wetzlar
Eintracht Wetzlar – niemiecki klub piłkarski z Wetzlar.

## Dane
- Rok założenia: 1905
- Barwy: Czerwono-Czarno
- Prezydent: Hans-Jürgen Irmer
- Trener: Claus-Peter Zick
- Strona: https://www.eintracht-wetzlar.de/